# 陸軍首都防衛司令部
陸軍首都警衛司令部（：／），是韓國首爾及仁川登陆场的衛戍指揮機構，下辖預備步兵师和鄉土防衛师等部隊，由大韩民国陆军本部直辖。本部位于首尔特别市冠岳区，首都圈外围地区的防卫任务由首都军承担。首都警衛司令部是隶属于大韩民国国军的司令部中唯一隶属于韓國总统直辖命令系统的司令部，战争爆发时，即使所有的战时作战控制权都移交给韩美联合军司令部，首都警衛司令部也不会受到其干涉，根据战时作战控制权，只接受韓國总统命令执行作战。

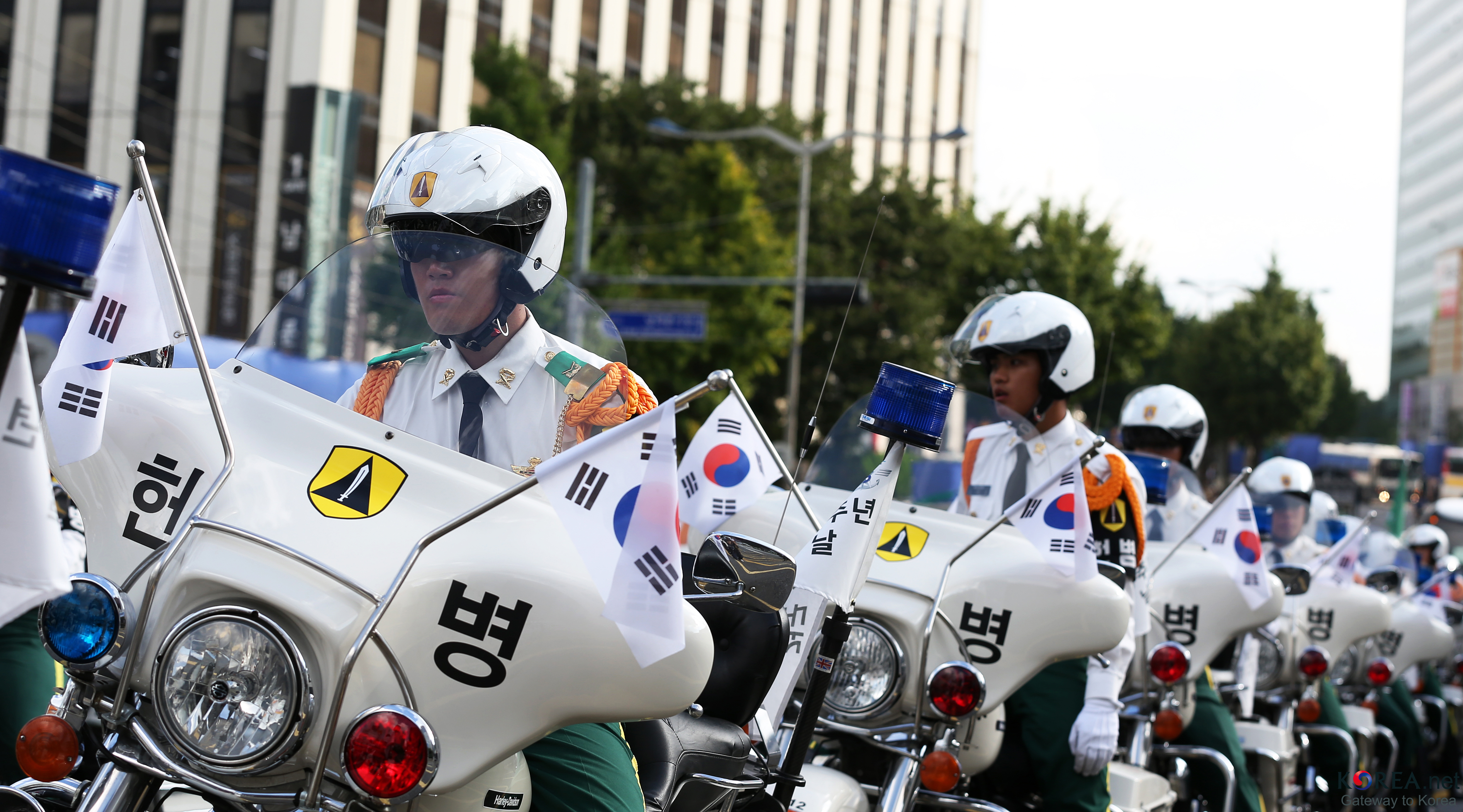
第65屆韓國國軍節上的首都防衛司令部憲兵機車隊遊行

## 历史
本司令部最初是为了迎接大韩民国光复，1949年6月20日作为首都警卫司令部（首警司）成立，在朝鲜战争期间编入首都师后解散。
此后，依据国家重建最高会议令第37号，1961年6月1日从首尔特别市龙山区重新创建为首都防卫司令部，正好过了一年，司令部迁至中区。之后又改名为首都警卫司令部。在只被分配防卫首都的角色时，在1·21事件之后，又增加了大渗透行动任务。
- 1984年被分配到首尔近郊的多数训练团和动员师，改名为军级部队，即现在的首都防卫司令部。[註 2]1990年在汉江以北成立了2个下屬动员师，1991年3月1日又将司令部从中区迁至冠岳区。
- 1996年12月17日，第30和33警備团合并为第一警備团[1]。
- 2008年11月24日，根据国防部公布的国防改革2020，除第7机动军外，还将增加1个机动军，并解散首都防卫司令部。打算从首都军离任，包括首都内部的防衛，虽然修改了计划方案，反其道而行之，解散首都军，正确增加首都防卫司令部，大幅度加强炮兵战斗力和机动战斗力，惟已随国防改革2020的废除而取消。[2][3]
- 2011年11月30日，根据国防改革基本计划进行司令部改组，第57乡土步兵师併入第56乡土步兵师[4]。第二天12月1日，为了統一首爾首都圈防空作戰指揮，第10防空团併入第三野战军第1防空旅，第1防空旅並移編首都防卫司令部[5][6]。
- 2011年12月1日，作为司令部唯一装甲部队的第19战車營移編至第8機械化步兵師第16步兵團（现称“第16机械化步兵旅”）。
- 2016年11月30日，所屬第71鄉土步兵师解散。
- 2018年4月6日，所屬第60动员步兵师移編動員戰力司令部。
- 2024年12月3日，韩国总统尹錫悅宣布戒严，首都防卫司令部部分部队作为戒严部队一部分，封锁韩国国会[7]。

## 編成
- 司令部
- 第52鄉土步兵師（朝鲜语：대한민국 52향토보병사단）“箭”
- 第56鄉土步兵師（朝鲜语：대한민국 56향토보병사단）“北漢山”
- 第一防空旅；2011年12月1日配属。
- 軍事警察部隊，原憲兵部隊，2020年2月5日起韓國三軍憲兵全面改稱軍事警察。
  - 野戰軍事警察營
  - 特警軍事警察營
- 第一警備團—負責警備北岳山、仁王山、部份首爾市中心及青瓦台安全。
  - 第30警衛營「青龍」
  - 第33警衛營「白虎」
- 第22化生放（核生化）營（朝鲜语：국군화생방방호사령부）
- 第122情報通信團（朝鲜语：대한민국 제122정보통신단）
- 第1113工兵團（朝鲜语：대한민국 제1113공병단）[註 3]
  - 團部連。
  - 裝備連。
  - 第151工兵营。
  - 第313鑽掘營，應對反制北韓挖掘隧道南侵工作。
- 盾部隊教育隊—負責兵員徵募與訓練。
- 第1档案库管理队。
- 第35地面運輸管理隊。
- 第35特戰中隊“毒蜘蛛”（1991年3月1日成立）
  - 女軍特別任務連（朝鲜语：여군특임중대）[註 4]
- 軍需支援營。

### 總統警衛分遣部隊
- 第33軍事警察警衛队（隸屬韓國軍事警察）。
- 第55警卫团。
- 第88警卫軍需支援營（编制上军需支援队隶属，部分营配属1113工兵团）。

### 支援部队
- 首都军需支援团（第一军首支援司令部）。
- 第十二航空团（陸軍航空司令部）

## 历代司令
| 任届           | 名称           | 军衔 | 就职日期——离职日期            | 其他职位         |
| -------------- | -------------- | ---- | ----------------------------- | ---------------- |
| 首都警卫司令   |                |      |                               |                  |
| 首任           | 金振暐(김진위) |      |                               |                  |
| 2              | 崔宇根(최우근) |      |                               |                  |
| 3              | 尹必鏞(윤필용) |      |                               |                  |
| 4              | 陳鍾埰(진종채) |      |                               |                  |
| 5              | 車圭憲(차규헌) |      |                               |                  |
| 6              | 全成珏(전성각) |      |                               |                  |
| 7              | 張泰琓(장태완) | 少将 | 1979年11月19日~1979年12月12日 |                  |
| 8              | 盧泰愚(노태우) | 少将 | 1979年12月13日~1980年8月23日  | 担任第13任总统   |
| 9              | 朴世直(박세직) |      |                               |                  |
| 10             | 崔世昌(최세창) |      |                               |                  |
| 首都防卫司令部 |                |      |                               |                  |
| 11             | 李鐘九(이종구) |      |                               |                  |
| 12             | 高明昇(고명승) |      |                               |                  |
| 13             | 權丙植(권병식) |      |                               |                  |
| 14             | 金振永(김진영) |      |                               |                  |
| 15             | 具昌會(구창회) |      |                               |                  |
| 16             | 金鎭渲(김진선) |      |                               |                  |
| 17             | 安秉浩(안병호) |      |                               |                  |
| 18             | 都日圭(도일규) |      |                               |                  |
| 19             | 韓勝義(한승의) |      |                               |                  |
| 20             | 金仁鍾(김인종) |      |                               |                  |
| 21             | 南在俊(남재준) |      |                               |                  |
| 22             | 金昌鎬(김창호) |      |                               |                  |
| 23             | 李商泰(이상태) |      |                               |                  |
| 24             | 金泰榮(김태영) | 中将 | 2004年5月27日~2005年5月2日    | 担任国防部长     |
| 25             | 李永桂(이영계) | 中将 | 2005年5月2日~2006年12月4日    |                  |
| 26             | 韓民求(한민구) | 中将 | 2006年12月4日~2008年4月       | 担任国防部长     |
| 27             | 朴正二(박정이) | 中将 |                               |                  |
| 28             | 權赫舜(권혁순) | 中将 |                               |                  |
| 29             | 朴南秀(박남수) | 中将 |                               |                  |
| 30             | 申元植(신원식) | 中将 | 2012年~2013年                 | 担任国防部长     |
| 31             | 金龍顯(김용현) | 中将 | 2013年~2015年                 | 担任国防部长     |
| 32             | 具洪謀(구홍모) | 中将 | 2015年~2017年9月              |                  |
| 33             | 金政秀(김정수) | 中将 | 2017年~2019年                 |                  |
| 34             | 金善鎬(김선호) | 中将 | 2019年~2020年5月              | 担任国防部副部长 |
| 35             | 金度均(김도균) | 中将 | 2020年~2022年                 |                  |
| 36             | 金圭河(김규하) | 中将 | 2022年~2023年                 |                  |
| 37             | 李鎭雨(이진우) | 中将 | 2023年~2024年                 |                  |
| 现任           | 金鎬福(김호복) | 中将 | 2024年~                       |                  |

## 引用
1. ↑  . 중앙일보. 1996-12-16  [2022-05-13]. （原始内容存档于2022-05-13） （韩语）.
2. ↑  . YTN. 2008-11-24  [2022-05-13]. （原始内容存档于2021-04-22） （韩语）.
3. ↑  . 서울신문.   [2022-05-13]. （原始内容存档于2016-03-04） （韩语）.
4. ↑  . web.archive.org.   [2022-05-13]. （原始内容存档于2014-10-06）.
5. ↑  . web.archive.org. 2014-10-06  [2022-05-13]. （原始内容存档于2014-10-06）.
6. ↑  . web.archive.org. 2014-10-06  [2022-05-13]. （原始内容存档于2014-10-06）.
7. ↑  李政芸. . 韩联社. 2024-12-05  [2024-12-05].
8. ↑  大韩民国国防部人事福利办公室(. . 2019年5月25日在原始文件中保存的文件，2019年5月25日确认  [2022年5月13日]. 原始内容存档于2019年5月25日.